# Clanton, Alabama
Clanton är en stad (city) i Chilton County, i delstaten Alabama, USA. Enligt United States Census Bureau har staden en folkmängd på 8 666 invånare (2011) och en landarea på 56,8 km². Clanton är administrativ huvudort (county seat) i Chilton County.